# روز جهانی دویدن

روز جهانی دویدن (انگلیسی: Global Running Day) روزی است که ورزش دو را گرامی می‌دارد. این روز در اولین چهارشنبه ماه ژوئن برگزار می‌شود. این رخداد در اولین چهارشنبه ماه ژوئن برگزار می‌شود. شرکت کنندگان در تمام سنین و توانایی‌ها با ارسال نام خود از طریق وب سایت روز جهانی رقابت، متعهد می‌شوند که در برخی از انواع فعالیت‌های اجرایی شرکت کنند،این مراسم در ایران روز چهارشنبه ۱۱ خرداد برگزار میشود.

## تاریخچه
روز جهانی دویدن پیش‌تر به عنوان روز ملی دویدن شناخته می‌شد و در آمریکا آغاز شد. اولین رویداد سال ۲۰۰۹ بود.
مراسم افتتاحیه این مراسم در ۱ ژوئن ۲۰۱۶ برگزار شد. بیش از ۲.۵ میلیون نفر از ۱۷۷ کشور متعهد شدند که بیش از ۹.۲ میلیون مایل را بدوند. شهردار شهر نیویورک، بیل دبلاسیو، در روز ۱ ژوئن ۲۰۱۶ اعلام کرد که روز جهانی دویدن در شهر نیویورک برگزار خواهد شد. برنده ماراتون بوستون در سال ۲۰۱۴،مب کفلیزیقی، گروهی را رهبری کرد که از پایگاه هوایی بوستون شروع به دویدن میکرد، و باشگاه دوی آتلانتا، رویدادی را ترتیب داد که در آن حداقل یک نفر از منطقه مترو آتلانتا در هر ساعت در روز جهان دویدن می‌دوید. ژرس مدیر عامل فدراسیون بین‌المللی ورزش در سال ۲۰۱۷ از روز جهانی رقابت حمایت کرد.